# Meoneura seducta
Meoneura seducta is een vliegensoort uit de familie van de Carnidae. De wetenschappelijke naam van de soort is voor het eerst geldig gepubliceerd in 1937 door Collin.